# Ciągarka
Ciągarka – maszyna do wyrobu drutów, prętów lub rur przez ciągnienie na zimno, składająca się z ciągadła lub ciągadeł oraz urządzenia ciągnącego. 
Ciągarki dzielą się na jedno- i wielostopniowe.